# Oberemmel
Oberemmel ist ein Ortsteil der Stadt Konz im Landkreis Trier-Saarburg in Rheinland-Pfalz.

## Geographie
Der Ort liegt südöstlich der Konzer Kernstadt am Ausgang des Konzer Tälchens, ein trockengefallener ehemaliger Altarm der Urmosel. Durch den Stadtteil fließen der Oberemmeler Bach, der Weierbach und der Mawelbach, die vereinigt als rechtes Nebengewässer in die weiter westlich vorbeiströmende Saar münden.
Zu Oberemmel gehören auch die Wohnplätze Bauschertsmühle, Forsthaus Oberemmel und Schemelmühle.
Nachbarorte sind die Konzer Stadtteile Kommlingen im Nordwesten und Krettnach im Norden, sowie die Ortsgemeinden Pellingen im Nordosten, Paschel im Südosten und Wiltingen im Westen.

## Geschichte
Die erste urkundliche Erwähnung erfolgte im Jahr 893 als Embilaco. Der Name entwickelte sich weiter zu Emmelde (1036) und Emmel (1373).
Bereits im Mittelalter unterhielt die Trierer Abtei St. Maximin im Ort einen Fronhof. Nach langen Streitigkeiten wurde das Kloster 1669 der kurtrierischen Landeshoheit unterstellt. In der zweiten Hälfte des 18. Jahrhunderts war Oberemmel einer der vier Hochgerichtsbezirke des Amtes Maximin.
Die Inbesitznahme des Linken Rheinufers durch französische Revolutionstruppen beendete die alte Ordnung. Der Ort wurde von 1798 bis 1814 Teil der Französischen Republik (bis 1804) und anschließend des Französischen Kaiserreichs. Die Mairie Oberemmel war dem Kanton Konz des Arrondissements Trier im Saardepartement zugeordnet. Nach der Niederlage Napoleons kam die Gemeinde 1815 aufgrund der auf dem Wiener Kongress getroffenen Vereinbarungen zum Königreich Preußen. Der Ort wurde Sitz der Bürgermeisterei Oberemmel im Landkreis Trier des Regierungsbezirks Trier, die 1822 Teil der neu gebildeten Rheinprovinz wurde. Im Jahr 1858 wurde die bereits in Personalunion geführte Bürgermeisterei in die Bürgermeisterei Konz eingegliedert.
Als Folge des Ersten Weltkriegs gehörte die gesamte Region zum französischen Teil der Alliierten Rheinlandbesetzung. Nach dem Zweiten Weltkrieg gehörte Oberemmel zu den Gemeinden der französischen Besatzungszone, die im Februar 1946 an das Saarland angeschlossen wurden, im Juni 1947 aber auch zu den Orten des Landkreises Saarburg, die wieder zurückgegliedert und Teil des damals neu gebildeten Landes Rheinland-Pfalz wurden.
Am 7. November 1970 wurde im Zuge der Verwaltungsreform in Rheinland-Pfalz die bisher selbständige Gemeinde Oberemmel mit zu diesem Zeitpunkt 1045 Einwohnern in die Stadt Konz eingemeindet.

## Politik

### Ortsbezirk
Oberemmel ist gemäß Hauptsatzung einer von fünf Ortsbezirken der Stadt Konz. Der Ortsbezirk umfasst das Gebiet der ehemaligen Gemeinde. Die Interessen des Ortsbezirks werden durch einen Ortsbeirat und durch einen Ortsvorsteher vertreten.

### Ortsbeirat
Der Ortsbeirat besteht aus 15 Mitgliedern, die bei der Kommunalwahl am 9. Juni 2024 in einer personalisierten Verhältniswahl gewählt wurden, und dem ehrenamtlichen Ortsvorsteher als Vorsitzendem.
Die Sitzverteilung im Ortsbeirat:
| Wahl | SPD | CDU | Grüne | FWG (*) | Gesamt   |
| ---- | --- | --- | ----- | ------- | -------- |
| 2024 | 2   | 6   | 1     | 6       | 15 Sitze |
| 2019 | 2   | 6   | –     | 7       | 15 Sitze |
| 2014 | 3   | 5   | –     | 7       | 15 Sitze |
| 2009 | 2   | 5   | –     | 8       | 15 Sitze |
| 2004 | 3   | 6   | –     | 6       | 15 Sitze |

### Ortsvorsteher
Alois Kirchen (CDU) wurde am 22. August 2024 Ortsvorsteher von Oberemmel. Bei der Direktwahl am 9. Juni 2024 hatte er sich mit einem Stimmenanteil von 55,2 % gegen den bisherigen Amtsinhaber durchgesetzt.
Kirchens Vorgänger Hermann-Josef Benzkirch (FWG) hatte das Amt 2004 übernommen. Zuletzt bei der Direktwahl am 26. Mai 2019 war er mit einem Stimmenanteil von 78,05 % für weitere fünf Jahre in seinem Amt bestätigt worden. Benzkirchs Vorgänger Joachim Weber (CDU) hatte das Amt von 1999 bis 2004 inne.

## Sehenswürdigkeiten

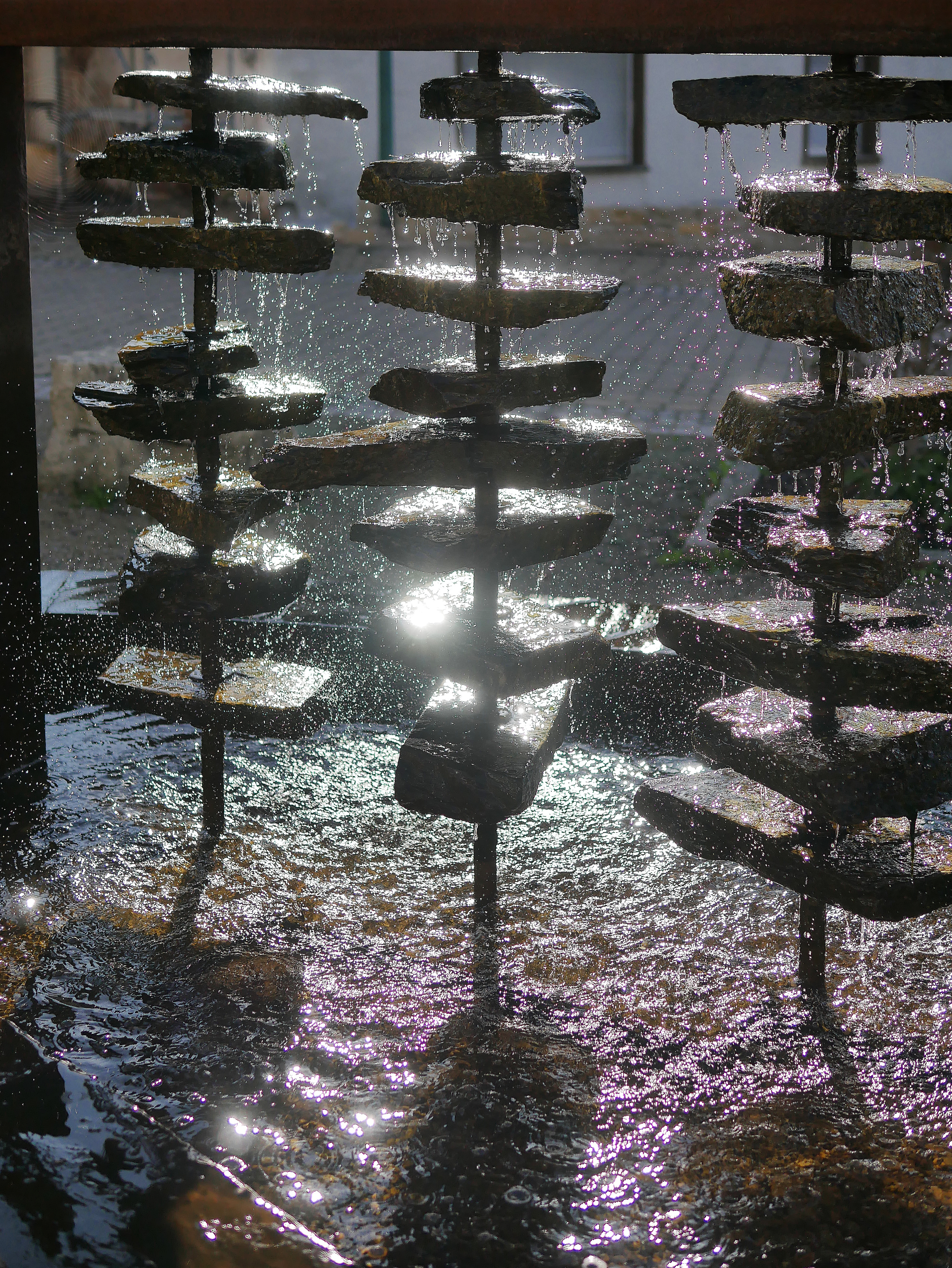
Brunnen am Maximinerplatz

In der Liste der Kulturdenkmäler in Konz sind für Oberemmel zwei Denkmalzonen und 13 Einzeldenkmäler aufgeführt.
Zwischen Oberemmel und Steinbachweier liegt am Dreikopf das ehemalige Schieferbergwerk Oberemmel.

## Wirtschaft und Infrastruktur

### Weinbau
Der Ort ist durch den Weinbau geprägt, der hier eine lange Tradition hat. Der am Unterlauf der Saar erzeugte Saarwein zählt zum Weinanbaugebiet Mosel.

### Verkehr
Oberemmel liegt an der Landesstraße 138. Im Ort zweigt die Kreisstraße 136 nach Kommlingen ab. Die B 268 verläuft weiter östlich.